# Тетрапалладийтрииттрий
Тетрапалладийтрииттрий — бинарное неорганическое соединение
палладия и иттрия
с формулой Y3Pd4,
кристаллы.

## Получение
- Сплавление стехиометрических количеств чистых веществ:

{\displaystyle {\mathsf {4Pd+3Y\ {\xrightarrow {1410^{o}C}}\ Y_{3}Pd_{4}}}}

## Физические свойства
Тетрапалладийтрииттрий образует кристаллы
тригональной сингонии,
пространственная группа R 3,
параметры ячейки a = 1,3147 нм, c = 0,5697 нм, Z = 6,
структура типа тетрапалладийтриплутония Pu3Pd4
.
Соединение конгруэнтно плавится при температуре 1410°C.